# Platanos (Gemeindebezirk)
Platanos (griechisch Πλάτανος (m. sg.)) ist ein Gemeindebezirk der Gemeinde Nafpaktia in der griechischen Region Westgriechenland. Bis 2010 bildete Platanos auch eine selbständige Gemeinde in der Präfektur Ätolien-Akarnanien. Zum 1. Januar 2011 wurde diese Gemeinde mit fünf weiteren zur neuen Gemeinde Nafpaktia fusioniert, wo Platanos seither einen Gemeindebezirk bildet.

## Verwaltungsgliederung
| Dimotiki Kinotita       | griechischer Name                       | Code     | Fläche (km²) | Einwohner 2001 | Einwohner 2011 | Einwohner 2021 | Dörfer und Siedlungen   |
| ----------------------- | --------------------------------------- | -------- | ------------ | -------------- | -------------- | -------------- | ----------------------- |
| Platanos                | Δημοτική Κοινότητα Πλατάνου             | 38060401 | 23,041       | 404            | 253            | 193            | Platanos, Kato Platanos |
| Agios Dimitrios         | Δημοτική Κοινότητα Αγίου Δημητρίου      | 38060402 | 15,088       | 137            | 109            | 068            | Agios Dimitrios         |
| Arachova                | Δημοτική Κοινότητα Αραχόβης             | 38060403 | 18,936       | 250            | 317            | 138            | Arachova, Kranes        |
| Achladokastro           | Δημοτική Κοινότητα Αχλαδοκάστρου        | 38060404 | 09,618       | 126            | 106            | 056            | Achladokastro           |
| Dendrochori             | Δημοτική Κοινότητα Δενδροχωρίου         | 38060405 | 05,739       | 028            | 019            | 024            | Dendrochori             |
| Kastanea                | Δημοτική Κοινότητα Καστανέας            | 38060406 | 07,496       | 077            | 070            | 045            | Kastanea                |
| Klepa                   | Δημοτική Κοινότητα Κλεπάς               | 38060407 | 16,509       | 301            | 197            | 137            | Klepa                   |
| Livadaki                | Δημοτική Κοινότητα Λιβαδακίου           | 38060408 | 12,777       | 052            | 088            | 043            | Livadaki                |
| Neochori                | Δημοτική Κοινότητα Νεοχωρίου Ναυπακτίας | 38060409 | 18,765       | 151            | 148            | 061            | Neochori, Petroto       |
| Perdikovrysi            | Δημοτική Κοινότητα Περδικόβρυσης        | 38060410 | 09,188       | 027            | 105            | 039            | Perdikovrysi            |
| Perista                 | Δημοτική Κοινότητα Περίστης             | 38060411 | 11,478       | 117            | 122            | 070            | Perista                 |
| Chomori                 | Δημοτική Κοινότητα Χόμορης              | 38060412 | 21,277       | 105            | 077            | 054            | Chomori, Agia Trias     |
| Gemeindebezirk Platanos | Gemeindebezirk Platanos                 | 380604   | 169,912      | 1775           | 1611           | 928            |                         |